# Leucaloa
Leucaloa é um género de traça pertencente à família Arctiidae.